# Tai Chi Tortoise
Tai Chi Tortoise è un videogioco di avventura dinamica a piattaforme pubblicato nel 1991 per Commodore 64 e ZX Spectrum dalla Zeppelin Games, in edizione economica. La protagonista è una tartaruga antropomorfa, agile e veloce, ma che non fa uso di arti marziali, nonostante il titolo faccia riferimento al Tai Chi.

## Modalità di gioco
La tartaruga deve avventurarsi nel covo sotterraneo del topo criminale Vincent Rattatoui, che è un labirinto di molte schermate bidimensionali collegate in orizzontale o verticale. Si può camminare a destra e sinistra e saltare, ma non si dispone di alcuna mossa di attacco. Ogni schermata contiene piattaforme, nemici, oggetti e a volte anche scale attraversabili verticalmente. Si ha una barra dell'energia vitale, che si riduce al contatto con i nemici, e una scorta di vite. I nemici sono creature di vario genere che si muovono seguendo percorsi fissi, inoltre possono esserci vari pericoli ambientali. La tartaruga può raccogliere e trasportare fino a tre oggetti alla volta e bisogna capire dove portarli per progredire nell'avventura.
Le due versioni del gioco per i due computer, realizzate da autori diversi, sono del tutto differenti nella conformazione dell'ambiente di gioco e nella natura degli oggetti e dei nemici, oltre che dal punto di vista estetico. Su Commodore 64 si inizia in una zona all'aperto a sfondo orientale e si deve riuscire ad aprire l'accesso ai sotterranei, consegnando una pergamena a un monaco buddista; nelle caverne ci sono anche una zona subacquea e uno scontro con Rattatoui come boss finale. Su ZX Spectrum si inizia già dentro una struttura industriale di mattoni, dove ogni stanza ha una frase descrittiva che a volte può dare un suggerimento; si dovrà raggiungere anche il tetto della struttura e si completa il gioco arrivando al centro di comando avversario (due ZX81) nei sotterranei.